# Puolva
Puolva este o arie protejată (arie specială de conservare — SAC, sit de importanță comunitară — SCI) din Suedia întinsă pe o suprafață de 867 ha, integral pe uscat.

## Localizare
Centrul sitului Puolva este situat la coordonatele 67°24′36″N 21°22′14″E / 67.41°N 21.3706°E.

## Înființare
Situl Puolva a fost declarat sit de importanță comunitară în decembrie 1995 pentru a proteja 1 specie de animale. Situl a fost protejat și ca arie specială de conservare în martie 2011.

## Biodiversitate
Situată în ecoregiunea boreală, aria protejată conține 10 habitate naturale: Taiga vestică, Ape oligotrofe din câmpii nisipoase, cu un conținut foarte redus de minerale (Littorelletalia uniflorae), Păduri de conifere pe eskere fluvioglaciare sau legate la acestea, Păduri caducifoliate de mlaștină fino-scandinave, Turbării Aapa, Cursuri de apă de la nivel de câmpie la nivel montan, cu vegetație Ranunculion fluitantis și Callitricho-Batrachion, Lacuri și iazuri distrofice naturale, Izvoare fino-scandinave și mlaștini produse de izvoare bogate în minerale, Mlaștini împădurite, Mlaștini turboase de tranziție și turbării mișcătoare.
La baza desemnării sitului se află o specie protejată de  mamifere: râs eurasiatic (Lynx lynx).